# 川崎苑子
川崎 苑子（かわさき そのこ、8月21日 - ）は、日本の漫画家。山梨県出身。都留文科大学卒業。血液型はB型。
1972年に『週刊マーガレット』（集英社）に掲載された、「マキとあたし」でデビュー。その後も同誌にて1970年代から1980年代にかけて作品を発表した。2000年代は北村夏のペンネームで活動している。

## 概要
ショートコミックや読み切りの作品が中心であり、日常生活を描いているものが多い。やわらかな絵柄を用いて、ほのぼのとした雰囲気を持たせている。主人公は子供が多いが、『ポテト時代』のように主人公が18歳（高校卒業後で就職浪人中という設定）のものもある。
なお、以上は川崎苑子として発表された作品についてのことであり、北村夏のペンネームで発表された作品の主人公は大人である。ペンネーム変更後は大人向けの内容になったが、やわらかな絵柄は変わっていない。

## 略歴
- 1972年 - 「マキとあたし」でマーガレットまんが賞を受賞してデビュー。
- 1973年 - 『週刊マーガレット』（集英社）にて『あのねミミちゃん』の連載が開始。
- 1970年代後半 - 『りんご日記』・『土曜日の絵本』を連載し、同誌のレギュラー作家となる。
- 1980年代前半 - 『野葡萄』などの読み切り作品や、『ポテト時代』などの連載作品を発表。
- 1980年代後半 - 執筆活動を休止。
- 1990年代 - レディース誌に活動の場を移し、ペンネームを「北村夏」に変える。作品も大人向けに。
- 2004年 - あおば出版から『私に似た人』が刊行される。復刻版を除くと2008年11月現在では最後の単行本となっている。
- 2006年 - 朝日ソノラマから『いちご時代』、『ポテト時代』（『野葡萄』を併録）が刊行される。作者が1980年代に連載を開始した作品としては初の復刊。

## 作品リスト
- あのねミミちゃん
- タンポポとりでにあつまれ
- りんご日記
- 土曜日の絵本
- 麦子さんの時間割
- TWO
- 野葡萄
- ポテト時代
- いちご時代
- 猫的生活12か月（エッセイ漫画）
- 私に似た人（北村夏名義）

## コミックス
2008年11月現在。
- 土曜日の絵本（全4巻） - 集英社文庫（コミック版） （集英社）
- ポテト時代（全1巻） - ソノラマコミック文庫（朝日ソノラマ）
- いちご時代（全2巻） - ソノラマコミック文庫

### ウェブコミック
- 猫的生活12か月 - Yahoo!コミックより配信されている。